# Britannia Stadium
El Britannia Stadium és un estadi de futbol de la ciutat de Stoke-on-Trent, Anglaterra. Actualment és la seu del Stoke City, club de la Premier League. L'estadi fou inaugurat el 1997 i té una capacitat de 28.383 espectadors. Al principi fou una propietat compartida entre el Stoke City, l'ajuntament de Stoke-on-Trent i l'empresa Stoke-on-Trent Regeneration Ltd., però el Stoke City va comprar tota la propietat de l'estadi per 6 milions de lliures el desembre de 2007.